# Schiedam Nieuwland (metrostation)
Schiedam Nieuwland is een metrostation in de Nederlandse stad Schiedam en wordt bediend door metrolijn B van de Rotterdamse metro.
Op het station is overstapgelegenheid op de Rotterdamse tram: lijn 1 en lijn 11. Hoewel de tram onder het station doorrijdt, is de tramhalte 200 meter verderop. Tevens stopt buslijn 51 van de RET bij het station. Het Franciscus Vlietland ligt op loopafstand.

## Geschiedenis

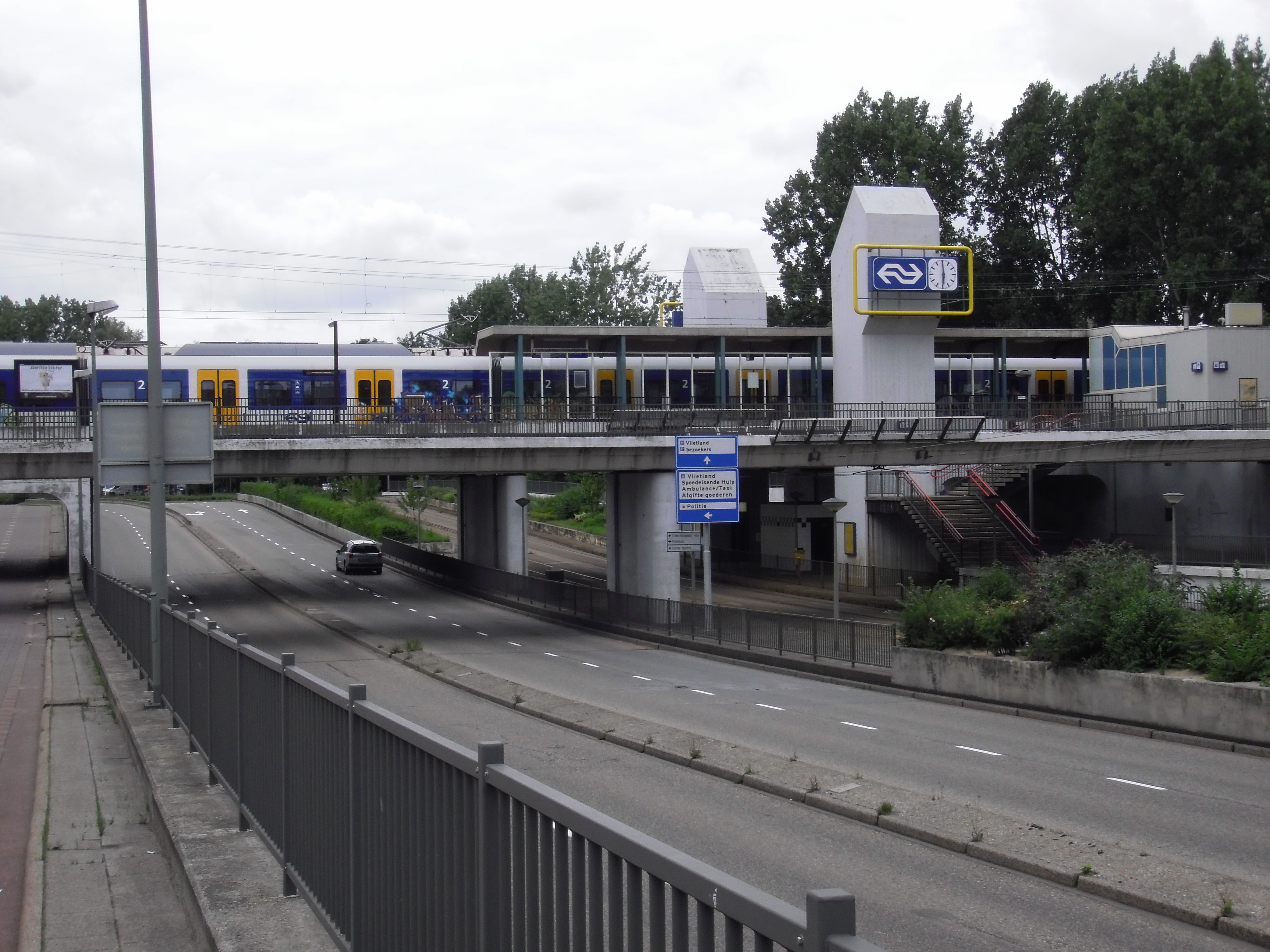
Het station in de tijd dat het nog een treinstation was

Het oorspronkelijke treinstation werd geopend op 1 juni 1975 als voorstadshalte aan de Hoekse Lijn en is genoemd naar de gelijknamige wijk Schiedam Nieuwland.

### Verbouwing naar metrostation
Sinds 1 april 2017 rijden er geen NS-treinen meer op de Hoekse Lijn. Het spoor en de stations werden daarna verbouwd. Sinds 30 september 2019 is de lijn in gebruik bij de Rotterdamse metro, die gereden wordt door de RET. Op station Schiedam Nieuwland stopt de Rottedamse metrolijn B.

## Tram-/buslijnen
De volgende tram-/buslijnen van de RET stoppen op station Schiedam Nieuwland:
| Lijn | Route                               | Via | Opmerkingen                                         |
| ---- | ----------------------------------- | --- | --------------------------------------------------- |
| 1    | De Esch - Vlaardingen, Holy         | Erasmus Universiteit, Oostplein, Station Blaak, Beurs, Rotterdam Centraal, Marconiplein, Station Schiedam Centrum, Station Schiedam Nieuwland, Vlietland Ziekenhuis |                                                     |
| 11   | De Esch - Schiedam, Woudhoek        | Erasmus Universiteit, Oostplein, Station Blaak, Beurs, Rotterdam Centraal, Marconiplein, Station Schiedam Centrum, Station Schiedam Nieuwland, Vlietland Ziekenhuis | Rijdt niet 's avonds na 20.00 uur en zondagochtend. |
| 51   | Station Schiedam Centrum - Woudhoek | Station Schiedam Nieuwland, Vlietland Ziekenhuis | Rijdt niet 's avonds na 19.00 uur en op zondag.     |